# Trichomyia divergens
Trichomyia divergens är en tvåvingeart som beskrevs av Duckhouse 1978. Trichomyia divergens ingår i släktet Trichomyia och familjen fjärilsmyggor. Inga underarter finns listade i Catalogue of Life.